# Buddleja fragifera
Buddleja fragifera là một loài thực vật có hoa trong họ Huyền sâm. Loài này được Leeuwenb. mô tả khoa học đầu tiên năm 1975.